# Cantón de Vezzani
El cantón de Vezzani era una división administrativa francesa que estaba situada en el departamento de Alta Córcega y la región de Córcega.

## Composición
El cantón estaba formado por siete comunas:
- Aghione
- Antisanti
- Casevecchie
- Noceta
- Pietroso
- Rospigliani
- Vezzani

## Supresión del cantón de Vezzani
En aplicación del Decreto nº 2014-255 de 26 de febrero de 2014, el cantón de Vezzani fue suprimido el 22 de marzo de 2015 y sus 7 comunas pasaron a formar parte, tres del nuevo cantón de Ghisonaccia y cuatro del nuevo cantón de Fiumorbo-Castello.